# 尼古拉·鲍曼
尼古拉·埃内斯托维奇·鲍曼（俄語：Никола́й Эрне́стович Ба́уман，1873年5月29日—1905年10月31日），俄国社会民主工党布尔什维克党职业革命家，兽医，1905年，尼古拉·埃内斯托维奇·鲍曼获释，但是剛剛走出莫斯科塔甘卡监狱，他就在監獄外被一群民族主义人士打死。后尼古拉·埃内斯托维奇·鲍曼被追認為布尔什维克烈士。1932年，鲍曼莫斯科国立技术大学以其名字命名。莫斯科地铁站鮑曼站等地也以他的名字命名。